# Sylvanus Thayer

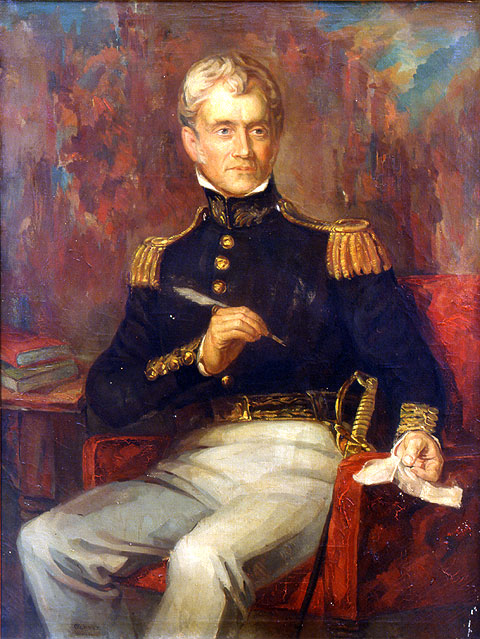
Sylvanus Thayer

Sylvanus Thayer (* 9. Juni 1785 in Braintree, Massachusetts; † 7. September 1872 in South Braintree, Massachusetts) war ein US-amerikanischer Bauingenieur sowie Brigadegeneral der US Army, der von 1817 bis 1833 Superintendent der US Military Academy in West Point war und daher als der eigentliche „Vater der US Military Academy“ gilt.

## Leben

### Militärische Ausbildung und Einsätze
Nach dem Abschluss des Dartmouth College 1807 trat er in die US Military Academy ein und schloss diese 1808 ab. Anschließend war er während der nächsten vier Jahre zuerst als Ingenieur im Ingenieurkorps an der Ostküste der Vereinigten Staaten und nach der Verleihung eines Master of Arts (A.M.) durch das Dartmouth College als Instrukteur für Mathematik in West Point tätig.
Nach seiner Beförderung zum Oberleutnant am 1. Juli 1812 wurde er während des Britisch-Amerikanischen Kriegs zum Einsatz an der kanadischen Grenze (Niagara Frontier) berufen und diente dort als Chefingenieur der Truppen von General Henry Dearborn. Im Anschluss wurde er 1813 Chefingenieur der von General Wade Hampton kommandierten Division und erhielt während dieser Verwendung am 13. Oktober 1813 seine Beförderung zum Hauptmann.
1814 gehörte er den Truppen an, die unter dem Befehl von General Moses Porter bei der Verteidigung von Norfolk eingesetzt wurden, und erhielt im Anschluss am 20. Februar 1815 wegen seiner herausragenden Dienste den Brevet-Rang eines Majors. Danach folgte eine Entsendung nach Europa, wo er militärische Arbeiten und Schulen untersuchen sollte und um in Paris militärische Operationen zu studieren.

### Superintendent von West Point
1817 wurde er in die USA zurückgerufen, übernahm nach seiner Ankunft am 28. Juli 1817 von Alden Partridge das Amt des Superintendenten der US Military Academy in West Point und bekleidete diese Funktion bis zu seinem Eintritt in den Ruhestand am 1. Juli 1833.
Während seiner fast 16-jährigen Leitung organisierte er die Schule von Grund auf neu und schuf damit die Grundlagen zu einer der besten Militärakademien der Welt. Er erhöhte die Qualität der Ausbildung und legte die Betonung auf militärische Disziplin und Ehrverhalten. Im Bereich der Ausbildung machte er das Bauingenieurwesen zum Grundstein des Studiums; die Absolventen der Akademie hatten in der ersten Hälfte des 19. Jahrhunderts wesentlichen Anteil am Ausbau der Infrastruktur in den Vereinigten Staaten.
Im Laufe seiner Tätigkeit erhielt er am 3. März 1823 den Brevet-Rang eines Oberstleutnants, wurde am 24. Mai 1828 zum Major befördert und bekam zuletzt am 3. März 1833 den Brevet-Rang eines Obersts verliehen. Zugleich verlieh ihm die Harvard University 1825 einen Master of Arts, während das St. John’s College in Maryland ihm 1830 einen Doctor of Laws (LL.D.) verlieh. 1834 wurde Thayer in die American Academy of Arts and Sciences gewählt.

### Arbeiten am Hafen Boston
Nach seinem Ausscheiden wurde er Mitglied des Ingenieurbehörde (Board of Engineers) der US Military Academy und engagierte sich in dieser Funktion in den folgenden dreißig Jahren im Bau von Festungsanlagen in und um den Hafen Boston. Seine dortigen Arbeiten zeugen modellhaft von seinen Ingenieurleistungen, den wirtschaftlichen Standards sowie der Stabilität der Konstruktionen.
Nachdem er am 7. Juli 1838 den Rang eines Oberstleutnants der Ingenieure erhielt, folgte am 7. Dezember 1838 seine Ernennung zum Präsidenten der Ingenieurbehörde. Die ihm zugleich angebotene erneute Übernahme des Amts des Superintendenten von West Point als Nachfolger seines eigenen Nachfolgers René Edward De Russy lehnte er jedoch ab. 1844 veröffentlichte er das Fachbuch Papers on Practical Engineering. In den folgenden Jahren verliehen ihm das Dartmouth College (1846), das Kenyon College in Gambier (1846) sowie die Harvard University (1857) drei weitere Titel eines Doctor of Laws. Am 3. März 1863 wurde er zunächst zum Oberst befördert, ehe er am 1. Juni 1863 mit dem Brevet-Rang eines Brigadegenerals in den Ruhestand verabschiedet wurde.

### Vermächtnis und Ehrungen
General Thayer, der Mitglied zahlreicher wissenschaftlicher Gesellschaften war, vererbte beträchtliche Teile seines Vermögens öffentlichen Einrichtungen wie etwa 300.000 US-Dollar für die Stiftung der US Military Academy, 32.000 US-Dollar für eine Bibliothek in seiner Geburtsstadt Braintree sowie 70.000 US-Dollar für die Fakultät für Architektur und Bauingenieurwesen des Dartmouth College, die 1871 von ihm als Thayer School of Engineering in Hanover eröffnet wurde.
Fünf Jahre nach seinem Tode wurde sein Leichnam am 8. November 1877 exhumiert und auf dem Gelände von West Point beigesetzt. Am 11. Juni 1883 enthüllte General George Washington Cullum, ebenfalls ein ehemaliger Superintendent von West Point, ein Denkmal für Sylvanus Thayer mit der Inschrift „Colonel Thayer, Father of the United States Military Academy“.
Sylvanus Thayer wurde unter anderem durch die posthume Aufnahme in die Hall of Fame for Great Americans in New York City geehrt.
Darüber hinaus vergibt die US Military Academy den Sylvanus Thayer Award an Personen aus Militär und Politik wie Gordon Gray (1976), Stanley Rogers Resor (1984) und Dean Rusk.